# Čaklov
Čaklov je obec na Slovensku v okrese Vranov nad Topľou. Žije zde přibližně 2 700 obyvatel, rozloha katastrálního území činí 12,76 km².

## Poloha
Obec leží v severní (ondavské) části Východoslovenské nížiny na náplavovém kuželi Zámutovského potoka. Západní část leží na předhůří Slánských vrchů, východní část se nachází v nivě řeky Topľa, která protéká obcí. Území má nadmořskou výšku v rozmezí 127 až 260 m n. m., střed obce je ve výšce 135 m n. m.
Obec sousedí na severu s obcí Soľ, na východě s obcemi Komárany a Nižný Kručov, na jihu s městskou částí Vranov nad Topľou a na západě s obcemi Juskova Voľa a Zámutov.
Obcí vede státní silnice I/18.

## Historie
První písemná zmínka o obci pochází z roku 1282, kde je uváděná jako Chaklomezeu. Další názvy vesnice jsou např. Chakl z roku 1327, Cžaklowce z roku 1808 a od roku 1927 Čaklov, maďarsky Csáklyó.
Od 14. století obec byla součástí panství Čičava, od roku 1585 náležela panství Vranov a od 18. století rodu Hadik-Barkóczyovců. Počet obyvatel kolísal v důsledku morových epidemií v letech 1660 až 1663, cholery 1830 nebo hladomoru v roce 1830 a 1847. V roce 1493 bylo v obci 22 usedlostí a z toho deset obydlených. V roce 1557 obec platila daň z dvanácti port. V roce 1787 žilo v 67 domech 529 obyvatel, v roce 1828 žilo 632 obyvatel v 85 domech. Hlavní obživou bylo zemědělství, ovocnářství a tkalcovství. V roce 1867 byla v obci provedena pozemková reforma, kdy bylo rozděleno 322 ha orné půdy a 60 ha pasek. V roce 1871 byla postavena sýpka. V roce 1910 a 1915 obec vyhořela. V roce 1940 žilo v obci 953 obyvatel.

## Památky a kostely
- V obci je římskokatolický kostel postavený v roce 1864, který využívají věřící řeckokatolické církve. Kostel byl renovován v roce 1884 a 1922.[8] Kostel je kulturní památkou Slovenska.[9]

- V roce 2001 byl postaven kostel Nanebevzetí Panny Marie římskokatolické farnosti a v roce 2007 osazen třemi zvony.[10] [9]

- V roce 1977 byl postaven kostel evangelické církve augsburského vyznání.[11]

## Školy
V roce 1899 byla postavená zděná evangelická jednotřídní škola a v roce 1904 zděná dvoutřídní katolická škola
V roce 1949 byla otevřená zemědělská škola. Od roku 1955 se budoval školní park, který má rozlohu šest hektarů se 180 druhy okrasných dřevin. V roce 1968 byl vedle školního parku na rozloze 30 ha budován ovocný sad. V roce 1967 vzniklo zemědělské odborné učiliště a v roce 1984 střední průmyslová dopravní škola. V roce 2007 byly školy spojeny s novým názvem Spojená škola Čaklov.
V obci je základní a mateřská škola.